# Thomas Løvold
Thomas Løvold, né le 27 janvier 1982, est un curleur norvégien. 

## Palmarès

### Jeux olympiques
| Édition    | Vancouver 2010 |
| Classement | Argent         |

### Championnats du monde
| Édition    | Edmonton 2007 | Moncton 2009 | Cortina d'Ampezzo 2010 |
| Classement | 8e            | Bronze       | Argent                 |